# 镇瑞铁路
镇瑞铁路原名镇大铁路，是连接京沪铁路和镇江大港码头、途径大港新区的货运铁路。线路为单线非电气化铁路，全长24.9千米，每日仅有两、三对货运列车运行。线路开通营运初期为地方铁路，2004年之后改由上海铁路局管理。

## 历史
1980年代末期，随着镇江大港码头吞吐量的增长，仅靠汽车运送港口到发货物已不能满足需求。镇江当地政府和上海铁路局经过协商后，决定以“合资建设，联合经营”兴建通往大港的铁路。工程分两期进行：一期工程先修建6.8公里，于1990年8月5日开工，1991年3月竣工。
二期工程为上隍-大港段，全长19.8公里。全程包括建设跨京杭大运河、一座全长934.46米特大钢桥及6座立交桥，并新建谏壁站（现上隍站）和大港站（现瑞山站）。工程于1992年开工，1993年投入运营。
2003年，镇江市政府和上海铁路局在经过关于镇江西站拆迁的谈判后，决定将原为镇江地方铁路的镇瑞铁路和上海铁路持有的沪宁铁路旧线产权经营权互相置换，并在镇瑞铁路的上隍站新建货场以替代原镇江西站。

## 未来发展
在2018年发布的《镇江市规划局工作重点规划》中，镇瑞铁路被提出进行改造，并成为将来规划宁镇城际铁路的一部分。